# من و خودم (فیلم)
من و خودم (انگلیسی: Me and Me; کره‌ای: 사라진 시간) یک فیلم درام معمایی محصول سال ۲۰۲۰ کره جنوبی به نویسندگی و کارگردانی جونگ جین یونگ و با بازی چو جین وونگ، به سو بین، جونگ هه کیون و چا سو یون است.

## بازیگران
- چو جین وونگ در نقش پارک هیونگ گو
- به سو بین در نقش کیم سو هیوک
- جونگ هه کیون در نقش جونگ هه کیون
- چا سو یون در نقش یون یی یونگ
- لی سون بین در نقش چو هی
- شین دونگ می در نقش جون جی هیون/می کیونگ
- شین کانگ کیون
- جانگ وون یونگ
- لی جانگ وون
- نو کانگ مین

## تولید
فیلم‌برداری اصلی در ۳۰ سپتامبر ۲۰۱۸ آغاز شد و در ۱۸ نوامبر ۲۰۱۸ به پایان رسید.